# Sacedón
Sacedón – gmina w Hiszpanii, w prowincji Guadalajara, w Kastylii-La Mancha, o powierzchni 111,32 km². W 2011 roku gmina liczyła 1851 mieszkańców.